# Осиновка (Локнянский район)
Осиновка — деревня в Локнянском районе Псковской области России. Входит в состав Локнянской волости.
Расположена в 15 км к северо-востоку от райцентра Локня.
Численность населения деревни составляла 80 жителей в 2000 году, 28 жителей в 2011 году.